# PGC 72359
LEDA/PGC 72359 ist eine Elliptische Galaxie vom Hubble-Typ E  im Sternbild Sculptor am Südsternhimmel. Sie ist schätzungsweise 387 Millionen Lichtjahre von der Milchstraße entfernt. Gemeinsam mit IC 5349 bildet sie ein gebundenes Galaxienpaar.
Im selben Himmelsareal befinden sich u. a. die Galaxien IC 5350, IC 5353, IC 5354, IC 5358.